# Тяньцюань
Тяньцюа́нь (кит. упр. 天全, пиньинь Tiānquán) — уезд городского округа Яань провинции Сычуань (КНР).

## История
При империи Западная Хань здесь был создан уезд Цзун (徙县). При империи Западная Цзинь он был переименован в Цзунъян (徙阳县), при империи Южная Ци первый иероглиф названия был заменён с 徙 на 枞. При империи Западная Вэй в 553 году уезд был переименован в Шиян (始阳县). При империи Тан в 618 году был образован уезд Янцзюй (杨启县). В VIII веке здесь были основаны военные поселения, а затем управление было передано в руки вождей местных племён, подотчётных китайским властям.
При империи Цин в 1729 году была образована область Тяньцюань (天全州), подчинённая Ячжоуской управе (雅州府). После Синьхайской революции область в 1913 году была преобразована в уезд.
В 1935 году через эти места прошла Красная армия во время Великого похода.
В 1939 году была создана провинция Сикан, и эти земли вошли в её состав. В 1951 году был образован Специальный район Яань (雅安专区), в подчинение которого был передан и данный уезд. В 1955 году после ликвидации провинции Сикан Специальный район Яань был передан в состав провинции Сычуань. В 1970 году Специальный район Яань был переименован в Округ Яань (雅安地区). В 2000 году постановлением Госсовета КНР округ Яань был преобразован в городской округ.

## Административное деление
Уезд Тяньцюань делится на 2 посёлка, 13 волостей.